# شهرستان بون (نبراسکا)
شهرستان بون، نبراسکا (به انگلیسی: Boone County, Nebraska) یک سکونتگاه مسکونی در ایالات متحده آمریکا است که در نبراسکا واقع شده‌است.

## خصوصیات
شهرستان بون ۱٬۷۷۹٫۳۳ کیلومترمربع مساحت دارد.